# Cicurina sprousei
Cicurina sprousei là một loài nhện trong họ Dictynidae.
Loài này thuộc chi Cicurina. Cicurina sprousei được Willis J. Gertsch miêu tả năm 1992.